# Louis Pouille
Louis Victor Pouille (Basècles, 5 mei 1872 - 16 december 1937) was een Belgisch volksvertegenwoordiger.

## Levensloop
Pouille was marmerbewerker en werd actief in de Belgische Werkliedenpartij. 
In 1900 werd hij verkozen tot volksvertegenwoordiger voor het arrondissement Doornik. Hij kwam in conflict met zijn partij, werd dissident en werd niet meer op de kandidatenlijst geplaatst bij de volgende wetgevende verkiezingen.